# Marele Duce Boris Vladimirovici al Rusiei
Marele Duce Boris Vladimirovici al Rusiei (rusă Борис Владимирович; 24 noiembrie 1877 – 9 noiembrie 1943) a fost fiu al Marelui Duce Vladimir Alexandrovici al Rusiei, nepot al Țarului Alexandru al II-lea al Rusiei și verișor primar al Țarului Nicolae al II-lea al Rusiei. A urmat o carieră militară și a fost general maior în armata rusă. A participat la războiul ruso-japonez și la Primul Război Mondial. A scăpat din Rusia revoluționară și a trăit în exil la Paris alături de amanta sa.

## Primii ani

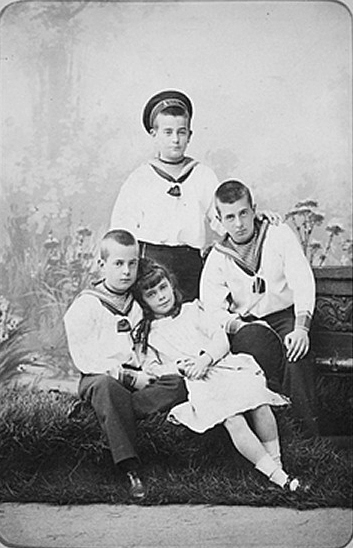
Marele Duce Boris (sus) și frații săi Kiril, Elena și Andrei.

Mrele Duce Boris Vladimirovici s-a născut la 24 noiembrie 1877 la palatul părinților săi din Sankt Petersburg. A fost al treilea copil dintre cei cinci ai Marelui Duce Vladimir Alexandrovici al Rusiei și ai soției acestuia, Maria de Mecklenburg-Schwerin. Părinții lui era foarte bogați și locuiau în luxosul Palat Vladimir din Sankt Petersburg. Tatăl său, care era fratele Țarului Alexandru al III-lea, era un renumit patron al artelor. Mama sa, era una dintre cele mai mari amfitrioane ale societății ruse. Boris, mai extrovertit decât frații săi, era favoritul mamei. Cu opt luni înainte de nașterea sa, a murit fratele său cel mare, Alexandru.
Marele Duce Boris a fost educat acasă. Inițial a fost crescut de o bonă britanică și mulțumită ei prima limbă pe care a vorbit-o a fost engleza. Potrivit obiceiului în familia imperială rusă, Boris și frații săi au avut, de asemenea, un marinar "dădacă", un însoțitor de sex masculin de la marina imperială, care a servit ca tovarăș copiilor și avea grijă de ei. Educația lui Boris Vladimirovici s-a concentrat pe limbi și pregătire militară. Părinții au ales cu grijă tutori și prieteni pentru copiii lor. Cei patru frați au petrecut cea mai mare parte a timpului în casa părinților unde se bucurau de libertate și un parc cu un iaz.
Era tradiție ca membrii masculini ai Casei Romanov să urmeze o carieră militară. Încă de la naștere el a fost numit patron al regimentului de infanterie 45 Azov. În 1896, la vârsta de 18 ani a absolvit școala de cavalerie Nikolaievksi cu rangul de stegar al regimentului de husari. Anul următor a fost numit aide-de-camp al împăratului.

## Mare Duce

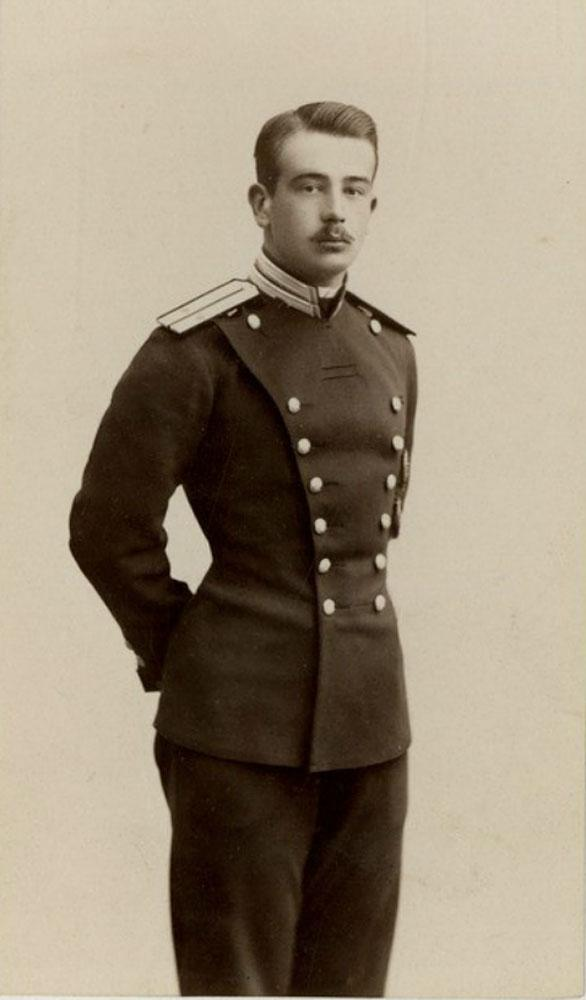
Marele Duce Boris

La vârsta de 18 ani a primit de la tatăl său un teren la Țarskoe Selo pe malul estic al lacului Kolonistky lângă Poarta Moskovskaya. Acolo, în 1895, Marele Duce și-a construit propria reședință  în stilul conacelor englezești. Toate materialele au fost importate din Anglia și construcția a fost finalizată în mai puțin de un an. Moșia, numită Grădina Lupului, adăpostea conacul, grajdurile și o mică casă pentru băutul ceaiului, unde Marele Duce se putea distra cu prietenii săi. Interioarele au fost proiectate de Maples și totul a fost importat din Anglia. Pentru a completa atmosfera britanică, au fost angajați slujitori din Anglia, inclusiv un majordom britanic. Boris Vladimirovici a locuit la Grădina Lupului pe tot parcursul anului în timp ce a servit în armată. Proprietatea a fost administrată ca o fermă modernă și în 1899 s-a adăugat o mică casă pentru servitori.
Din tinerețe Boris a devenit cunoscut pentru stilul său de viață agitat. El era extrovertit, foarte sociabil, îi plăcea să bea, să joace jocuri de noroc și era afemeiat. El a devenit un playboy celebru. În 1896 în timpul ceremoniei de încoronare a Țarului Nicolae al II-lea, el a filtrat cu Prințesa Moștenitoare Maria a României, care era verișoara sa primară și era căsătorită. Anul următor el a vizitat-o la București alimentând și mai multe zvonuri. Ea a spus că el "avea o voce atractivă, ochi blânzi și zâmbet plin de umor, care îi încrețea fruntea în linii neașteptate. Nu chiar frumos, el avea totuși un mare farmec". De asemenea, Marele Duce s-a încurcat cu Mademoiselle Demidov. El a fost cauza ruperii logodnei în ajunul nunții. Faimoasa balerină Anna Pavlova a fost una dintre iubitele lui Boris. Prințesa Catherine Radziwill l-a numit "teroarea soților gelos precum și a mamelor vigilente". Călătoriile lui în străinătate au devenit legendare, escapadele sale aveau gust îndoielnic, bând în compania paraziților și a prostituatelor.
Deși bogat, Marele Duce Boris și-a găsit veniturile insuficiente și a transferat o datorie uriașă de aproape o jumătate de milion de ruble mamei sale. Într-un an el a cheltuit mai mult de 25.000 de ruble pentru mese, 16.000 pentru slujitori și 8.000 pentru automobile, oferind 46 de ruble Bisericii. Mama lui l-a protejat de mânia familiei.
În 1901, Marele Duce Boris, la vârsta de 25 de ani, a avut o relație cu o franțuzoaică pe nume Jeanne Aumont-Lacroix, cu care a avut un fiu născut la Paris. Copilul, Jean Boris Lacroix (1902–1984), nu a fost recunoascut. Pentru a rupe relația și pentru a-i consolida caracterul părinții lui Boris l-au trimis, cu aprobarea Țarului, într-un tur mondial.

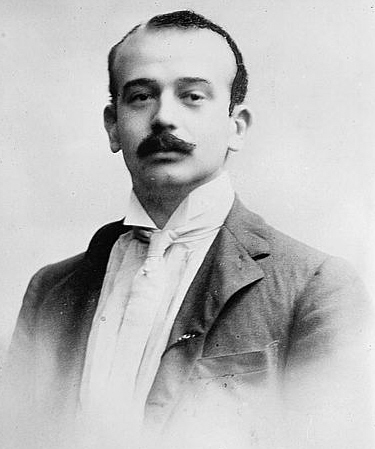
Marele Duce Boris în haine civile.

Turul în jurul lumii al Marelui Duce Boris a durat din 6 ianuarie 1902 până în 20 octombrie 1902. A început cu Franța, când în toamna anului 1901 el s-a întâlnit cu părinții și fratele Kiril la Paris. Și-a petrecut vacanța cu mătușa lui Marea Ducesă Maria Alexandrovna și verișoara lui Victoria Melita în casa lor de iarnă de la Nisa. Lunga călătorie a început la bordul navei germane Bremen, însoțit de un anturaj mare. A vizitat Egipt și mai târziu India. A fost oaspetele maharajahului din Kapurthala unde a vânat tigri. Călătoria a continuat cu opriri în Sri Lanka și Indochina Franceză. A petrecut opt zile în Siam ca oaspete al regelui Chulalongkorn. Apoi a vizitat Japonia și în drumul său spre Statele Unite, s-a oprit la Honolulu.
La 1 august 1902, Marele Duce Boris a ajuns la San Francisco unde a vizitat orașul; a mers la operă și a mers la un meci de box. Vizita sa în Statele Unite a atras o mare atenție din partea ziarelor americane. Boris l-a vizitat pe președintele Theodore Roosevelt la moșia acestuia Sagamore Hill. Pentru că proasta reputație l-a precedat, soția președintelui, care considera prezența lui "un scandal și o insultă", a fost absentă. După șase săptămâni agitate în America, Marele Duce Boris a navigat înapoi în Europa.
În octombrie 1903 s-a înrolat în suita Țarului. La 26 februarie, el a părăsit Rusia pentru  Extremul Orient pentru a lua parte la Războiul ruso-japonez. A servit sub comanda guvernatorului rus din Extremul Orient la sediul comandantului suprem al Armatei, luând parte la luptă.
În 1905, la Nice, Marele Duce Boris a cerut-o în căsătorie pe Prințesa Victoria Eugenia de Battenberg. Ei se întâlniseră cu doi ani mai înainte în Insula Wight. Ea avea 17 ani și a amânat să ia o decizie până când și-a făcut debutul în societate. Din acel moment ea l-a uitat pe Boris și în sezonul următor l-a cunoscut pe viitorul  ei soț, regele Alfonso al XIII-lea al Spaniei.
Anul 1911 a fost un an ocupat pentru Marele Duce. A fost ridicat la rang de colonel și în aprilie a reprezentat Rusia la Târgul Mondial de la Torino și la Expoziția de Arte Frumoase de la Roma în timpul celebrărilor pentru cea de-a 50-a aniversare a unificării Italiei. La 22 iunie 1911, el l-a reprezentat pe vărul său, Țarul Nicolae al II-lea, la încoronarea regelui George al V-lea al Angliei. În noiembrie în același an, a fost emisarul rus la încoronarea la Vajiravudh a regelui Siamului. Pe drumul de întoarcere în Europa, el a vizitat Egiptul și Grecia. În 1914 a fost ridicat la rangul de general maior.

## Războiul

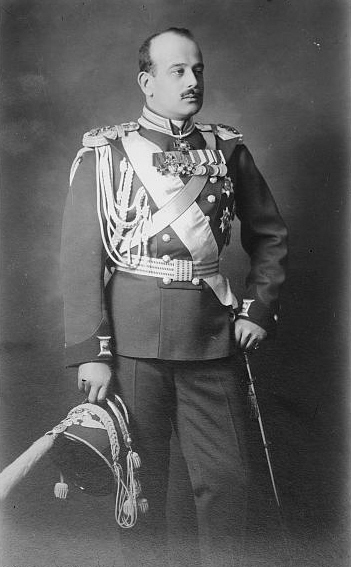
Marele Duce în timpul Primului Război Mondial.

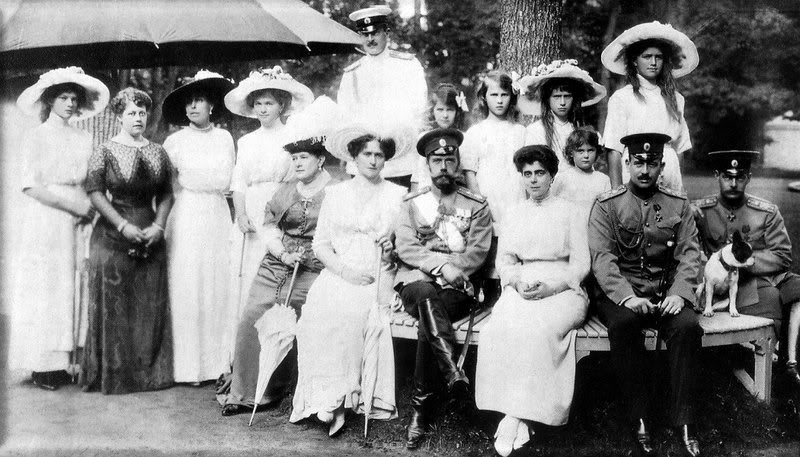
Marele Duce Boris cu familia imperială rusă. De la stânga la dreapta: Marea Ducesă Tatiana, Ducesa Marie Antoinette de Mecklenburg Schwerin, Marea Ducesă Victoria Feodorovna, Marea Ducesă Olga, Marele Duce Kiril, Prințesa Elisabeta a Greciei, Prințesa Olga a Greciei, Marea Ducesă Anastasia, Marea Ducesă Maria. În prim plan: Marea Ducesă Maria Pavlovna, Împărăteasa Alexandra, Țarul Nicolae al II-lea, Marea Ducesă Elena, Prințesa Marina a Greciei, Marele Duce Boris, Marele Duce Andrei.

La izbucnirea Primului Război Mondial, Boris Vladimirovici a fost numit comandant al regimentului de cazaci Ataman. A fost o poziție nominală, el stând departe de luptă. A condus acest regiment între 1914 și 1915. În continuare, el a fost atașat la cartierul general și Field Ataman pentru comandantul suprem la 17 septembrie 1915. A servit în armată fără o distincție reală. Responsabilitățile sale militare erau definite doar vag și el nu a schimbat acest lucru în timpul războiului, continuându-și viața de plăcere și lene. Serviciul militar a fost o povară pentru Boris, care a căutat fiecare ocazie pentru a se întoarce la Sankt Petersburg. Chiar și în timpul războiului Boris a dat multe petreceri la luxosul său conac, mobilat în stil englezesc, care pe timp de noapte era un loc de întâlnire pentru "tinerii de aur" din Sankt-Petersburg. Marele Duce a fost renumit pentru ospitalitatea sa, dispoziția veselă, pasiunea pentru divertisment, preparate gastronomice și vinuri excelente.
În ciuda reputației lui Boris, ambițioasa lui mamă a vrut să aranjeze o căsătorie măreață pentru el. În februarie 1916 ea a încercat să-l  căsătorească cu Marea Ducesă Olga Nikolaevna, fiica cea mare Țarului Nicolae al II-lea. Olga, superprotejată de părinții ei, era o fată fără experiență de douăzeci de ani. Boris avea 38 de ani și o lungă listă de iubite legate de numele lui. Refuzul a provocat vrăjmășia mamei lui Boris. Maria Pavlovna și familia ei, "Vladimirovicii", au complotat să-l detroneze pe Țarul Nicolae al II-lea și să câștige puterea pentru ei înșiși. Spre sfârșitul monarhiei, au fost implicați într-o conspirație pentru a-l pune pe fratele lui Boris, Kiril, pe tron.
Anglofobia lui Boris i-a adus necazuri în timpul războiului. În iunie 1916, când a luat cina la sediul militar în timp ce în stare de ebrietate, și în prezența mai multor ofițeri ai misiunii militare britanice, el a criticat Marea Britanie. Comportamentul lui a fost atât de insultător încât ambasadorul britanic a făcut un protest și Boris a fost obligat de împărat să-și ceară scuze.
În vara anului 1916 Boris s-a îndrăgostit de Zinaida Sergeievna Rachevskaya (1896-1963), fiica colonelului Serghei Alexandrovici Rachevski, care murise în 1904 aflat la comanda fortificațiilor la Port Arthur. Cei doi s-au întâlnit la un bal spre sfârșitul anului precedent.
Zinaida, o brunetă vivace cu 20 de ani mai tânără decât Boris, aparținea nobilimii minore ruse. La sfârșitul anului 1916, Zinaida era însărcinată. Boris ar fi vrut să se căsătorească cu ea, însă o căsătorie morganatică n-ar fi fost autorizată, el aflându-se pe o poziție superioară în linia de succesiune la tron. Pentru a ieși din situația dificilă, Boris a aranjat repede căsătoria Zinaidei cu Petru Eliseev, un ofițer militar dintr-o familie de prestigiu care a acceptat acordul în schimbul plății marii sale datoriile la jocurile de noroc de către Marele Duce.
Imediat după nuntă, Zinaida a fost trimisă la Genova, unde, la începutul lunii ianuarie 1917, ea a născut un copil care nu a trăit. Întoarsă în Rusia, s-a obținut divorțul pentru ea. Marele Duce Boris a început să trăiască deschis cu amanta sa în timp ce Imperiul rus a început să se năruie.

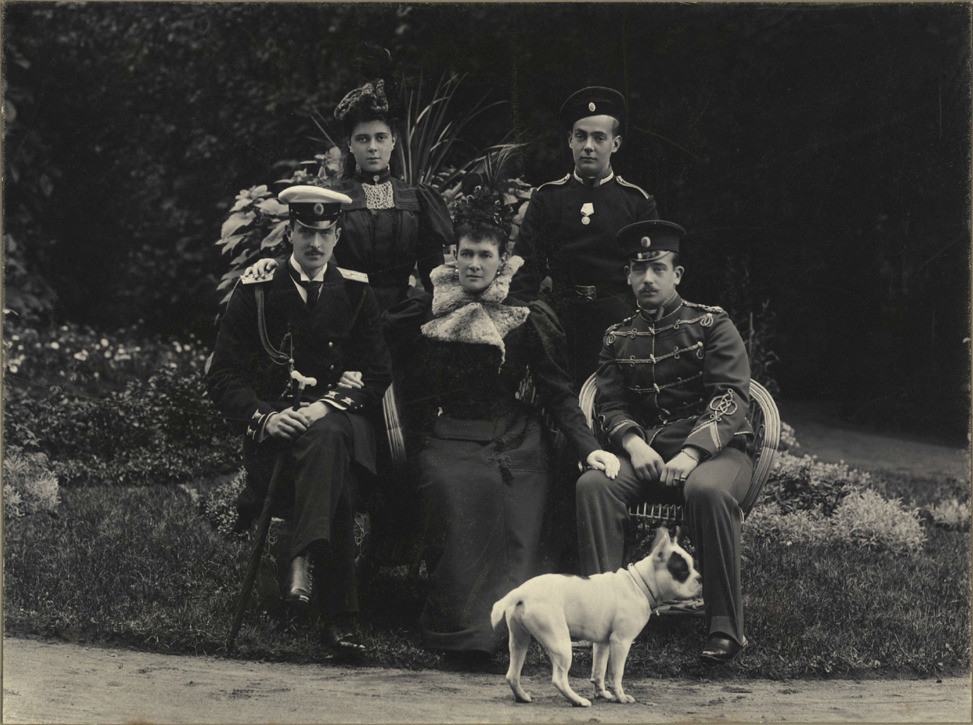
Marele Duce Boris împreună cu mama și frații săi.

Când Nicolae al II-lea a abdicat Boris era la Gatchina cu Marele Duce Mihail Alexandrovici, care a refuzat tronul. Aceasta a marcat căderea monarhiei ruse și Boris a fost unul dintre puținii membri ai familiei Romanov care a mers la Mogilev pentru a-și aduce omagiile finale Țarului Nicolae al II-lea.
În timpul perioadei guvernului provizoriu, Boris a locuit la Țarskoe Selo. În martie 1917 a fost pus sub arest la domiciliu din cauza corespondenței compromițătoare cu mama sa. În iulie arestul a fost ridicat. La sfârșitul lunii august el era încă la Țarskoe Selo. A reușit să intre în Palatul Vladimir. Deghizat, cu ajutorul englezului Albert Stopford și a unui îngrijitor, Boris a preluat banii și bijuteriile din seiful secret din dormitorul mamei sale. Stopford a dus bijuteriile în siguranță în străinătate și le-a depus la o bancă din Londra.
Înainte ca bolșevicii să preia puterea, Boris a scăpat din fosta capitală imperială cu amanta Zinaida Rachevskaia. În septembrie 1917 el s-a alăturat mamei și fratelui său mai mic, Marele Duce Andrei la Kislovodsk, oraș balnear și stațiune în Caucaz. A locuit într-o vilă cu fratele său, însă iubitele lor au fost plasate în case diferite, deoarece Marea Ducesă Maria Pavlovna nu ar fi recunoscut existența lor. Anul următor au trăit în liniște, departe de pericol, însă în august 1918 Boris și fratele său au fost arestați. Au fost duși la Piatigorsk împreună cu alți prizonieri și reținuți la hotelul de stat. Comandantul bolșevic trimis să-i execute fusese înainte de război artist la Paris și Boris îl ajutase cumpărându-i câteva picturi. Bolșevicul l-a recunoscut și riscându-și propria viață i-a dus din nou la vila din Kislovodsk. Din acest moment, pentry că nu mai existau condiții de siguranță, cei doi Mari Duci au decis să fugă.
La 26 august 1918, înarmați cu acte false care să ateste că sunt într-o misiune pentru sovietici, Boris și Andrei scăpat îndreptându-se spre Kabarda. Pentru un timp au rătăcit din sat în sat. Kislovodsk a fost capturat de Armata Albă și bolșevicii au plecat la sfârșitul lunii septembrie, permițând celor doi frați să se întoarcă în oraș la 6 octombrie. Două zile mai târziu, sub amenințarea înaintării Armatei Roșii, grupul mic de Romanovi și anturajul lor au fost forțați să fugă. În frică constantă pentru viețile lor, generalul alb local i-a sfătuit să călătorească la Anapa în sud.

Cu toate acestea, Marea Ducesă Maria Pavlovna a ales să rămână în Rusia în speranța că mișcarea Albilor ar prevala și fiul ei Kiril ar fi instalat ca Țar. În martie 1919 Boris a decis să părăsească Rusia împreună cu iubita lui. Împotriva dorințelor mamei sale, a plecat la Anapa cu barca prin Marea Neagră.

## Exilul

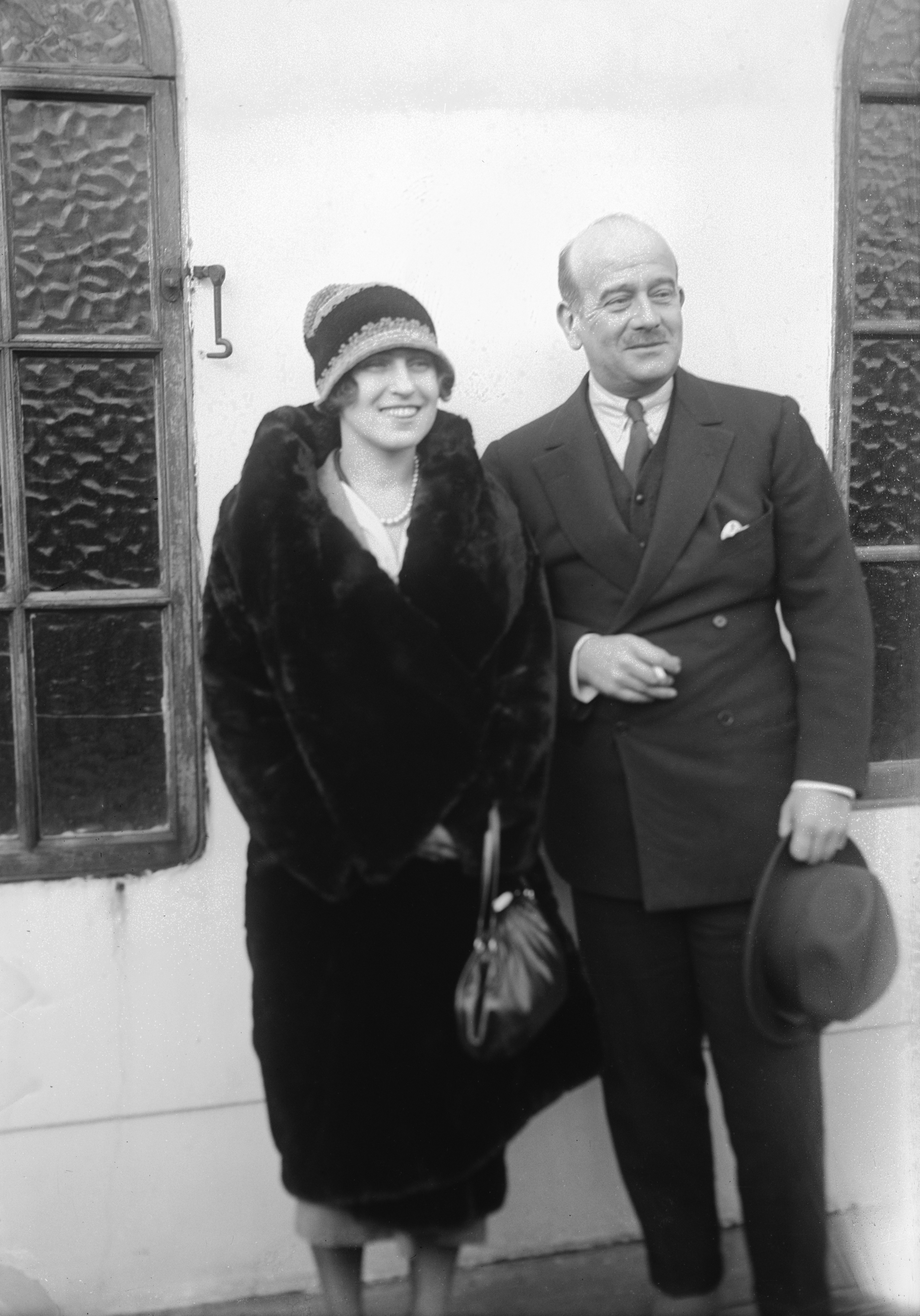
Marele Duce Boris și soția sa în timpul unei vizite în SUA, 1925.

Odată aflat în siguranță în exil, la Constantinopol, Boris a încercat să obțină permisiunea de a merge în Marea Britanie dar i-a fost refuzată trecerea pe o navă de război britanică. Anglofobia lui s-a întors împotriva sa, el fiind în dizgrația familiei regale britanice.
Boris și Zinaida au plecat în Franța însă au fost expulzați după câteva săptămâni. Au vrut să se stabilească în Spania, Marele Duce fiind prieten cu regele Alfonso al XIII-lea al Spaniei, însă nu a primit nici un răspuns, așa că s-au stabilit la San Remo. S-au căsătorit la Genova, Italia, la 12 iulie 1919. În cele din urmă Boris și soția sa s-au stabilit provizoriu la Nice, Franța. În 1922, el s-a mutat într-o reședință mai mare, în apropiere de Champs-Élysées, împreună cu soția, soacra și secretarul particular.
Boris și frații săi s-au reunit în exil în septembrie 1920, la Contrexéville în sudul Franței, la decesul mamei lor Marea Ducesă Maria Pavlovna. Boris a moștenit smaraldele mamei, cele mai valoroase piese din colecția Marii Ducese. Pe cele mai multe el le-a vândut. Smaraldele au inclus faimosul colier care a fost cumparat de la Cartier și revândut Barbarei Hutton. Cu banii din smaralde și dintr-un cont de la o bancă americană pe care l-a deschis înainte de Revoluție, Boris a cumpărat un castel, "Sans Souci", în apropiere de Paris, trăind confortabil cu soția sa. Cuplul nu a avut copii, dar ei au crescut-o pe nepoata Zinaidei, Natașa.
Fratele său, Marele Duce Kiril, a vrut să restabilească monarhia rusă și în 1924 s-a proclamat Țar în exil, dar Boris fost în mare măsură neinteresat de politică.
În timpul lungilor ani de exil, fostul playboy, Marele Duce a rămas îndrăgostit de soția sa, mai mică decât el cu 20 de ani. Era profund atașat de ea și s-a implicat în familia și cercul ei de prieteni. Dintre Romanovi, cuplul era apropiat de Marele Duce Andrei Vladimirovici și de soția sa morganatică, Mathilde Kschessinska. Zinaida era privită de sus de rudele lui Boris.
În exil, Boris l-a vizitat des pe fiul său nelegitim, Boris Lacroix, care a fost crescut în Franța de familia mamei sale. Mama lui Lacroix, Jeanne, decedase și era înmormântată în cimitirul Père Lachaise. Fiul Marelui Duce a devenit un faimos designer sub numele de Jean Boris Lacroix.
În timpul celui de-al Război Mondial, Boris și Zinaida erau la casa lor din Biarritz când trupele germane au ocupat Parisul în iunie 1940. Părăsind Parisul, Marele Duce Andrei și soția sa au venit să locuiască cu Boris. La 26 iunie germanii au ajuns la Biarritz și după trei luni cele două cupluri au decis să se întoarcă la Paris. La sfârșitul anului 1942, ei au vândut moșia din Meudon și s-au mutat la Paris.  În 1943, Marele Duce Boris s-a îmbolnăvit grav și a murit în patul său la 9 noiembrie 1943, la vârsta de 65 de ani.